# Інженерний менеджмент
Інженерний менеджмент (англ. Engineering management) — галузь менеджменту і наукова дисципліна, яка вивчає і застосовує інженерні принципи в плануванні і оперативному управлінні в промисловості та на виробництві. Інженерний менеджмент поєднує в собі управлінську, технічну, наукову, економічну та правову складові.

## Історія виникнення

Обкладинка книги Г. Мінцберга

Істореографи інженерного менеджменту вважають, що найстарішою кафедрою відповідного напряму підготовки є кафедра Технологічного інституту Стівенса (штат Нью-Джерсі). В 1908 році була заснована т. з. Школа інженерного менеджменту. Пізніше в Європі з'явилися бакалаврати інженерного менеджменту. У 1959 році в Університеті Дрексел була започаткована програма інженерного менеджменту. Університет науки і технології Міссурі (раніше — університет Міссурі-Ролла) заснував кафедру інженерного менеджменту в 1967 році. До 70-их років XX століття програми підготовки фахівців відповідного напрямку пропонували лише окремі навчальні заклади.
Німеччина займається вивченням інженерного менеджменту з 1927 року в Берліні. Цікаво, що в університетах та інженерних школах НДР подібний курс навчання був створений як інженерна економіка. Стамбульський технічний університет має відділи інженерного менеджменту з 1982 року. У Великій Британії така кафедра з'явилася в університеті Варвік у 1980 році.
У Росії програма інженерного менеджменту є з 2014 року і пропонує ступінь бакалавра і магістра. У Франції вона з'явилася в 2018 році і пропонує магістерську освіту і 4-5 років навчання. В більшості країн Європи магістерські програми з підготовки фахівців інженерного менеджменту розраховані на два роки навчання.

## Цікаві факти

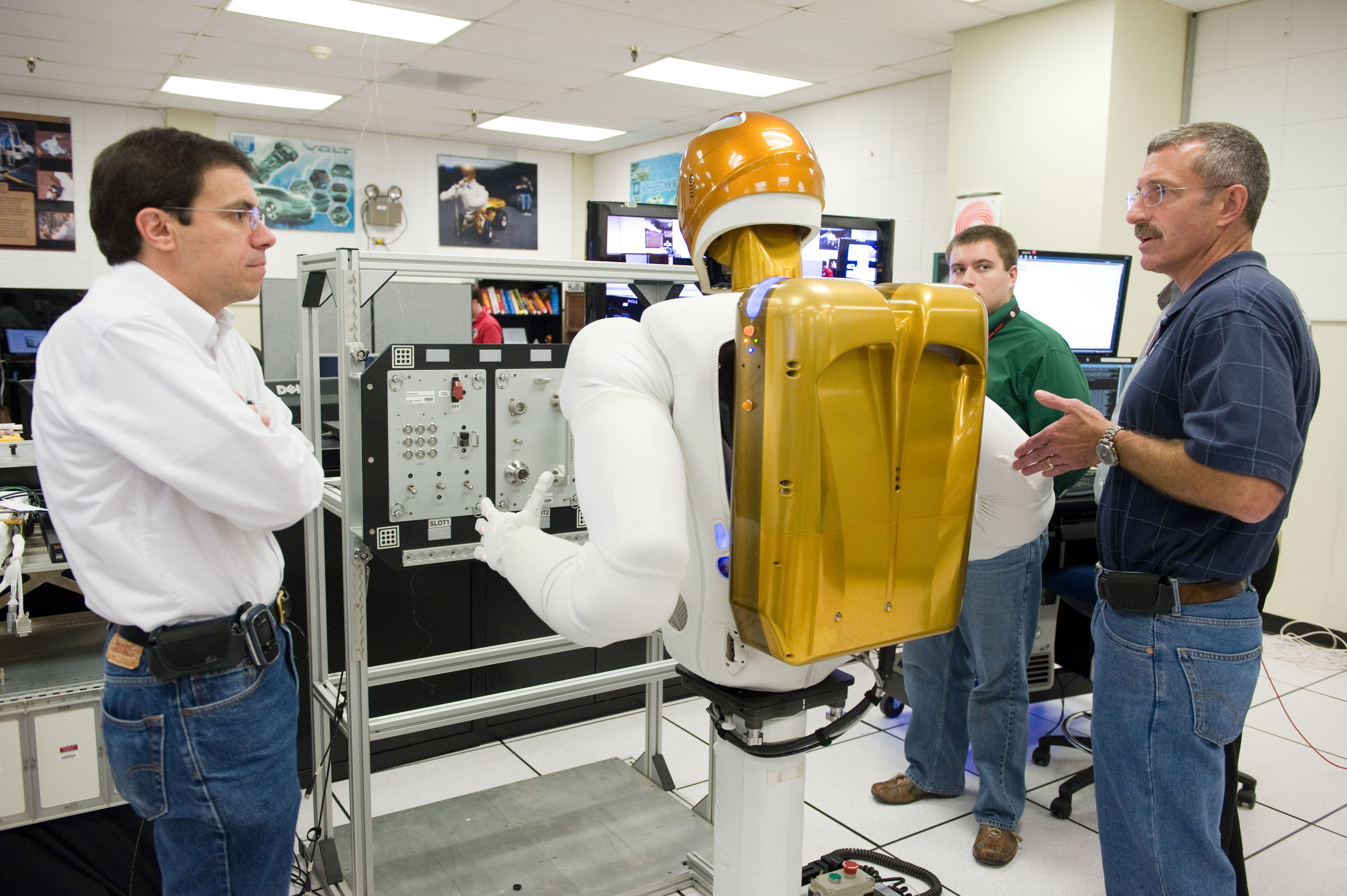
Інженер-менеджер Рон Діфтлер в лабораторії НАСА

Чимало тих науковців, кого прийнято вважати авторитетами в галузі менеджменту і навіть його засновниками були за своєю освітою саме інженерами або працювали на інженерних посадах у своїх компаніях. Прикладом в цьому відношенні можуть бути Фредерік Тейлор, Анрі Файоль, Генрі Гант. Саме тому ранні школи менеджменту (школа наукового управління, адміністративна школа) містили яскраво виражену інженерну складову.